# Futog
Futog (in serbo Футог?, Futog, in ungherese, e in tedesco Futak, nome con il quale la città viene più spesso richiamata in letteratura) è una città, parte della municipalità di Novi Sad, nel Distretto della Bačka Meridionale, parte della provincia autonoma della Voivodina. Il posto e i dintorni è famoso per il cavolo di Futog. Uno dei brand certificati della Serbia.